# Los Morales (Argentina)
Los Morales (también conocida como Morales) es una localidad argentina ubicada en el departamento Juan Francisco Borges de la Provincia de Santiago del Estero. Se encuentra sobre la Ruta Provincial 211, 11 km al noroeste del centro de la Ciudad de Santiago del Estero y a un kilómetro del río Dulce.
Su escuela data de 1910. En 2008 se habilitó el acueducto que lleva agua a la localidad. En la zona opera una cantera de arena.

## Población
Cuenta con 204 habitantes (Indec, 2010), lo que representa un descenso del 26,6% frente a los 278 habitantes (Indec, 2001) del censo anterior.